# Chinnarat Siriphongchawalit
Chinnarat Siriphongchawalit (tiếng Thái: ชินรัฐ สิริพงษ์ชวลิต, sinh ngày 28 tháng 11 năm 1993) còn có nghệ danh là Mike (ไมค์), là một diễn viên người Thái Lan. Anh bắt đầu được biết đến qua vai phụ Toey trong phim Our Skyy (2018), một bộ phim truyền hình được sản xuất bởi GMMTV.

## Tiểu sử
Chinnarat Siriphongchawalit sinh ngày 28 tháng 11 năm 1993 tại Bangkok, Thái Lan. Anh tốt nghiệp Đại học Kasetsart khoa kinh tế.
Năm 2018, anh bắt đầu sự nghiệp diễn xuất và ra mắt làng giải trí Thái Lan lần đầu tiên với vai diễn phụ trong phim Our Skyy (2018). Sau đó, Mike đã ký hợp đồng với GMMTV. Anh dần nhận được sự quan tâm của khán giả khi góp mặt trong một số phim BL nổi tiếng như Theory of Love (2019) và 2gether: The Series (2021).
Hiện nay, anh đang hoạt động dưới sự quản lý của GMMTV.

## Chương trình tham gia

### Phim truyền hình
| Năm  | Tên Phim              | Vai                   | Đài              | Ghi chú          | Nguồn  |
| ---- | --------------------- | --------------------- | ---------------- | ---------------- | ------ |
| 2018 | Our Skyy              | Toey                  | GMM 25, LINE TV  | Vai phụ, tập 2   | [ 6 ]  |
| 2019 | Wolf                  | Tum                   | GMM One, LINE TV | Khách mời, tập 2 |        |
| 2019 | Nobody Happy          | Lion                  | LINE TV          | Vai phụ          |        |
| 2019 | Theory of Love        | Bone                  | GMM 25           | Vai phụ          | [ 7 ]  |
| 2020 | 2gether: The Series   | Man (bạn của Sarawat) | GMM 25           | Vai phụ          | [ 8 ]  |
| 2020 | Tonhon Chonlatee      | Ni                    | GMM 25           | Vai phụ          |        |
| 2021 | Oh My Boss            | Kamei                 | GMM 25           | Vai phụ          |        |
| 2021 | 46 Days               | Yoo                   | GMM 25           | Vai phụ          | [ 9 ]  |
| 2022 | You Are My Favorite   | Pisaeng               | GMM 25           | Vai chính        | [ 10 ] |
| 2022 | Star & Sky            | Bạn của Kuafah        | GMM 25           | Vai phụ          | [ 11 ] |
| 2022 | Mama Gogo: The Series |                       | GMM 25           | Vai phụ          | [ 12 ] |
| 2023 | A Boss and a Babe     | Jack                  | GMM 25           | Vai phụ          |        |
| 2023 | Midnight Museum       | Thief                 | GMM 25           | Khách mời, tập 2 |        |
| 2023 | Our Skyy 2            | Jack                  | GMM 25           | Vai phụ          |        |
| 2023 | Wednesday Club        |                       | GMM 25           |                  |        |

### Điện ảnh
| Năm  | Tên Phim          | Vai | Chú thích | Nguồn |
| ---- | ----------------- | --- | --------- | ----- |
| 2020 | Please (Her)      | Oh  | Vai phụ   |       |
| 2021 | 2gether the Movie | Man | Vai phụ   |       |

### Truyền hình thực tế
| Năm  | Tên chương trình                         | Vai trò            | Đài              | Ghi chú                                      | Nguồn  |
| ---- | ---------------------------------------- | ------------------ | ---------------- | -------------------------------------------- | ------ |
| 2018 | School Rangers                           | Khách mời          | GMM 25           | Tập 72-73, 99-101, 114-115, 120-123, 131-132 |        |
| 2019 | Arm Share                                | Khách mời          |                  | Tập 6, 12-13, 21, 50                         |        |
| 2019 | Off Gun Fun Night Season 2               | Khách mời          | GMM One, LINE TV | Tập 4                                        |        |
| 2020 | Talk with Toey                           | Khách mời          | GMM 25           | Tập 38                                       |        |
| 2020 | Play Zone                                | Khách mời          |                  | Tập 1                                        |        |
| 2020 | Friend Drive                             | Khách mời          | GMM 25           | Tập 16                                       |        |
| 2020 | Play2gether                              | Khách mời          | GMM 25           | Tập 3                                        |        |
| 2020 | Bright - Win Inbox                       | Khách mời          | GMM 25           | Tập 3                                        |        |
| 2020 | OffGun Mommy Taste                       | Khách mời          | GMM 25           | Tập 9                                        |        |
| 2020 | Friend.Ship with Krist-Singto Special    | Khách mời          |                  | Tập 3                                        |        |
| 2021 | Live At Lunch Season 2                   | Khách mời          |                  | Tập 18                                       |        |
| 2021 | 'Live At Lunch: Friend Lunch Friend Live | Khách mời          |                  | Tập 7                                        |        |
| 2021 | Safe House 2: Winter Camp                | Thành viên cố định |                  |                                              | [ 13 ] |

## Video âm nhạc
| Năm  | Tên bài hát                   | Ghi chú                       | Tham khảo |
| ---- | ----------------------------- | ----------------------------- | --------- |
| 2021 | ไม่รักไม่ลง (TOO CUTE TO HANDLE) | Cùng với Jumpol Adulkittiporn | [ 14 ]    |